# 熊本県道40号南小国波野線
熊本県道40号南小国波野線（くまもとけんどう40ごう みなみおぐになみのせん）は、熊本県阿蘇郡南小国町から阿蘇市に至る県道（主要地方道）である。

## 概要
阿蘇郡南小国町大字赤馬場から阿蘇市波野大字小地野に至る。起点および終点付近は片側1車線が整備されているが、それ以外は道幅の狭い区間が多い。

### 路線データ
- 起点：熊本県阿蘇郡南小国町大字赤馬場（国道212号交点）
- 終点：熊本県阿蘇市波野大字小地野（笹倉交差点、国道57号交点、熊本県道・大分県道131号笹倉久住線起点）

## 歴史
- 1993年（平成5年）5月11日 - 建設省から、県道南小国波野線が南小国波野線として主要地方道に指定される[1]。

## 路線状況

### 重複区間
- 熊本県道・大分県道131号笹倉久住線（阿蘇郡産山村大字山鹿 - 阿蘇市波野大字小地野・笹倉交差点（終点））

## 地理

### 通過する自治体
- 阿蘇郡南小国町
- 阿蘇市
- 阿蘇郡南小国町
- 阿蘇市
- 阿蘇郡産山村
- 阿蘇市

### 交差する道路
| 交差する道路                                            | 市町村名 | 市町村名 | 交差する場所   | 交差する場所      |
| ------------------------------------------------------- | -------- | -------- | -------------- | ----------------- |
| 国道212号                                               | 阿蘇郡   | 南小国町 | 大字赤馬場     | 起点              |
| 熊本県道・大分県道134号南小国上津江線                   | 阿蘇郡   | 南小国町 | 大字赤馬場     |                   |
| 熊本県道317号満願寺黒川線                               | 阿蘇郡   | 南小国町 | 大字満願寺     |                   |
| 大分県道・熊本県道11号別府一の宮線                      | 阿蘇郡   | 産山村   | 大字田尻       |                   |
| 熊本県道・大分県道131号笹倉久住線 重複区間起点          | 阿蘇郡   | 産山村   | 大字山鹿       |                   |
| 国道57号 熊本県道・大分県道131号笹倉久住線 重複区間終点 | 阿蘇市   | 阿蘇市   | 波野大字小地野 | 笹倉交差点 / 終点 |

### 沿線
- 南小国町役場
- 南小国町立市原小学校
- 南小国町立南小国中学校
- 満願寺温泉
- 産山村役場
- 阿蘇やまなみリゾートホテルゴルフ倶楽部